# Drožka

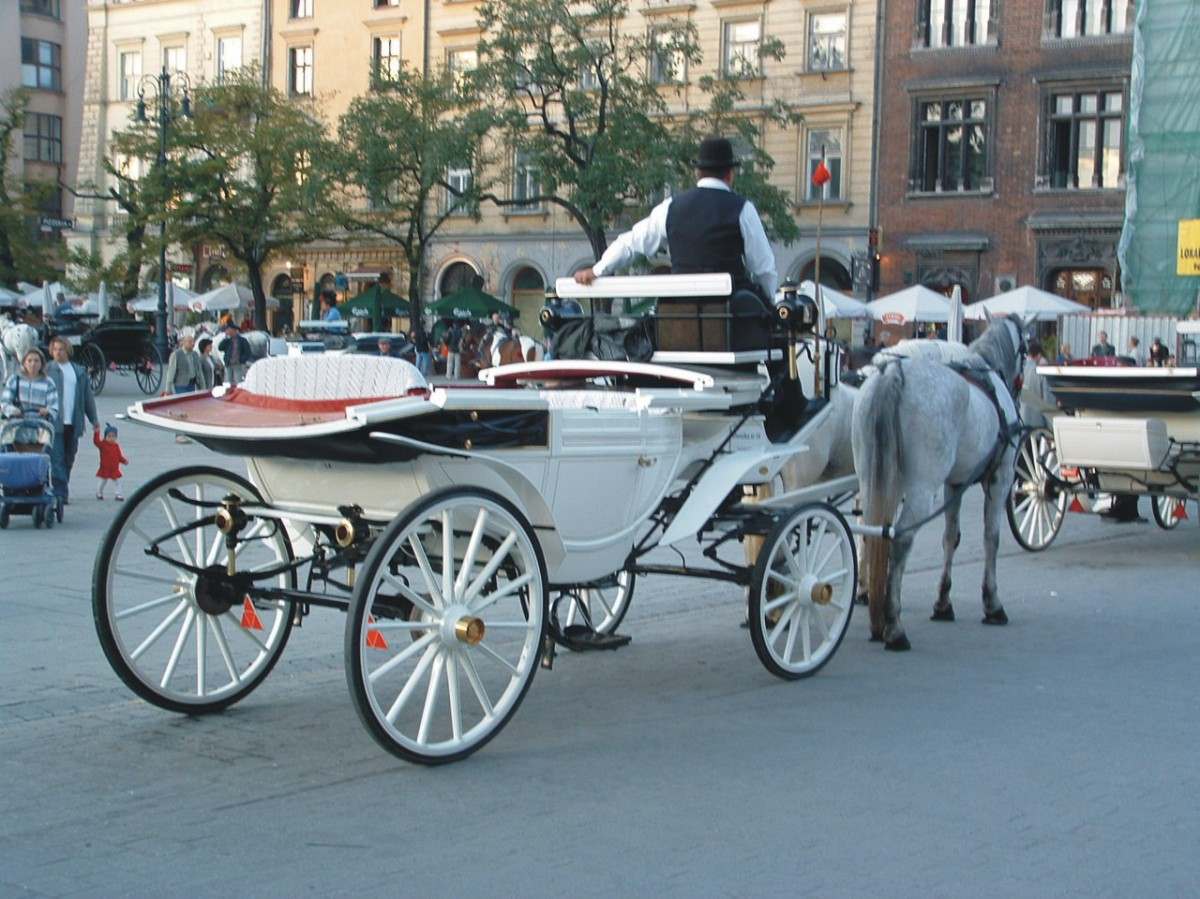
Drožka v Krakově

Drožka je lehký, otevřený a odpérovaný nájemný povoz pro dva až čtyři cestující, tažený jedním nebo dvěma koňmi. Po roce 1900 vznikly také drožky poháněné benzinovým motorem a i v češtině užívali starší lidé název „drožka“ pro taxík až do konce 20. století.

## Historie
Název „drožka“ je z ruského dorožki a znamenal lehký kočár nebo saně pro jízdu ve městě. Roku 1811 zavedl německý obchodník A. Mortgen v Berlíně nájemné „varšavské drožky“ (Warschauer Droschken). Když po roce 1910 převládly motorové drožky, přenesl se název na ně a v některých částech Německa se taxík dodnes hovorově nazývá Droschke. V Praze začaly jezdit nájemné koňské drožky roku 1856. Ve Francii, v Bavorsku a Rakousku se podobné kočáry nazývaly a někdy ještě nazývají fiakr podle pařížského Hotel St. Fiacre, kde vzniklo jejich první stanoviště. Úplný domovní šematismus král. hlavního města Prahy z roku 1879 rozlišuje mezi drožkou pro dva pasažéry a větším fiakrem pro čtyři.

## Patron
Patronem drožkářů a fiakristů byl svatý Fiacrius z Meaux.